# 格蘭特鎮區 (堪薩斯州第開特縣)
格蘭特鎮區（英語：Grant Township）為美國堪薩斯州第開特縣轄下的鎮區。2010年美国人口普查中此鎮區人口有11人。

## 地理
格蘭特鎮區涵蓋總面積為92.4平方（35.66平方英里），其中陸地面積為92.3平方（35.63平方英里），水域面積為0.078平方（0.03平方英里）或0.08%。海拔高度723（2,372英尺）。

## 人口統計
根據2010年美國人口普查，格蘭特鎮區人口有11人，其中男性有5人，女性有6人，人口密度為每平方公里0.12人，住房計15戶。鎮區內的白人有11人，非裔美國人有0人，美洲原住民有0人，亞裔美國人有0人，太平洋島裔美國人有0人，其他種族有0人，混血種族則有0人。此外鎮區內有0人為西班牙裔或拉丁裔美國人。此鎮區之年齡中位數為53.5歲，而男性年齡中位數為46.5歲，女性年齡中位數為66.5歲。